# Пене
Пе́не (нім. Peene Німецька: [ˈpeːnə] ( прослухати)), польська назва Пяна (пол. Piana — «Піна») — річка в сучасній Німеччині, у землі Мекленбург-Передня Померанія. Одне з трьох гирл річки Одри. Іншими гирлами є Дзівна та Свіна. Назва річка походить від прасл. *Pěna, утвореного від *pěna («піна»). Найбільші населені пункти вздовж течії — Деммін, Анклам.
Витік утворюється річками Вестпене й Остпене, що впадають в озеро Куммеровер-Зе, звідки витікає вже річка Пене. Впадає в протоку Пенештром (поблизу Щецинської затоки).
Долина річки Пене є найзаболоченішою місцевістю у Центральній Європі.
Раніше по цій річці мешкали слов'янські племена Союзу велетів (лютичі) — від сходу ратари і доленчани, хижани і черезпеняни із заходу.

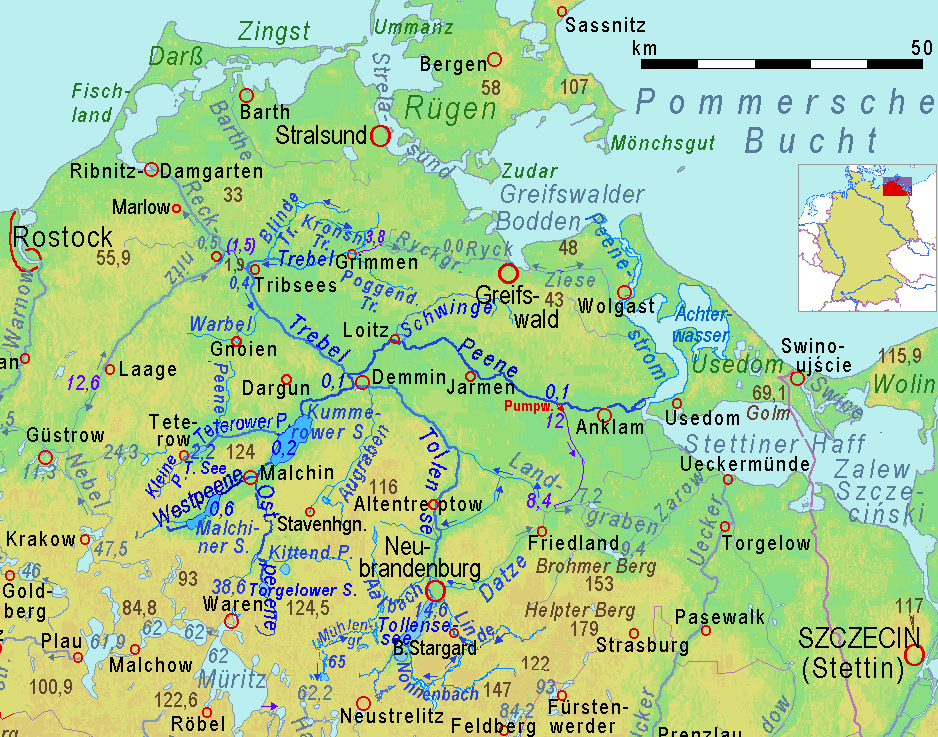
Пене і її притоки в розрізі рельєфної мапи Мекленбург-Передня Померанія
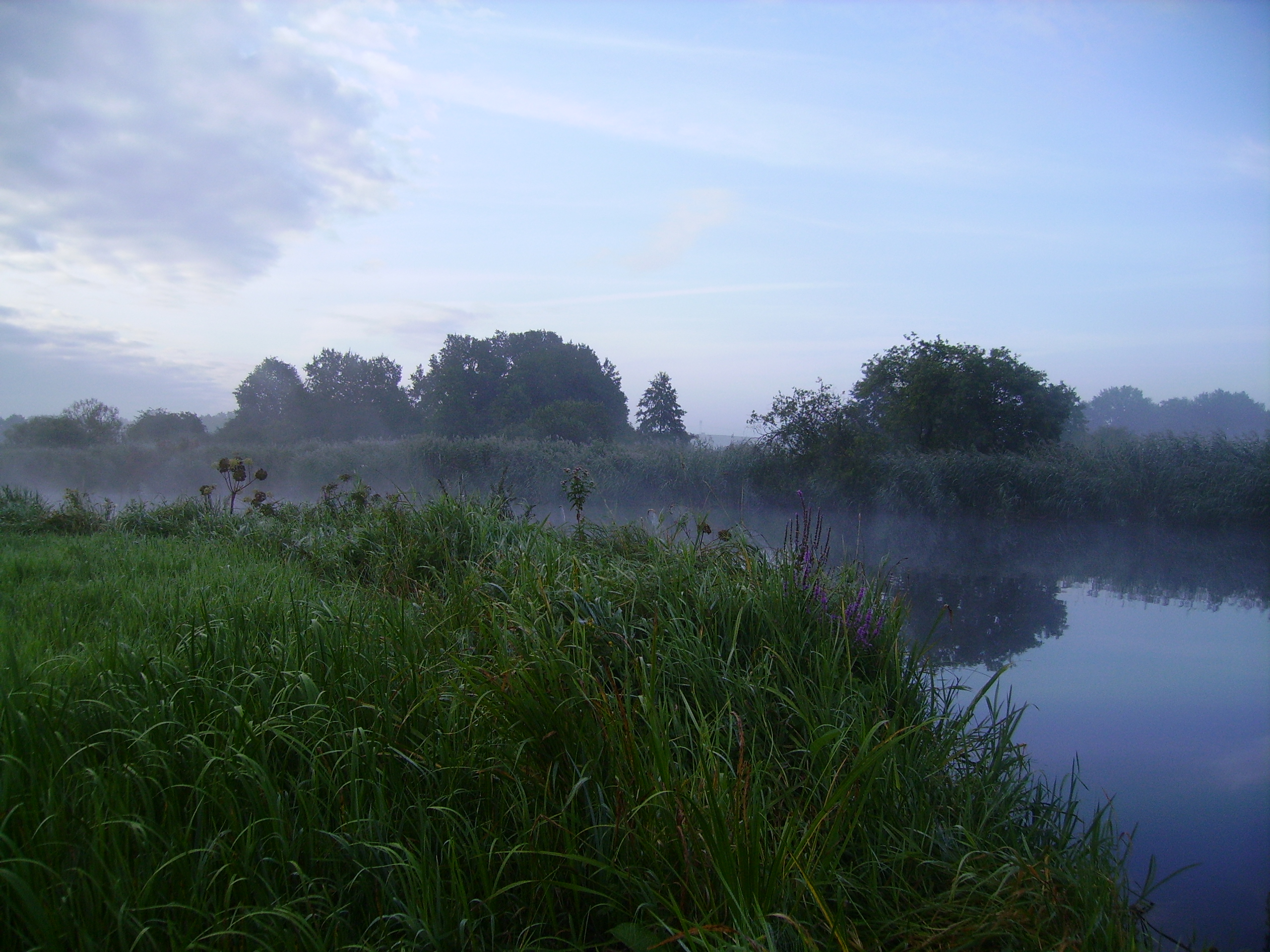
Річка Пене між Ферхеном і Демміном
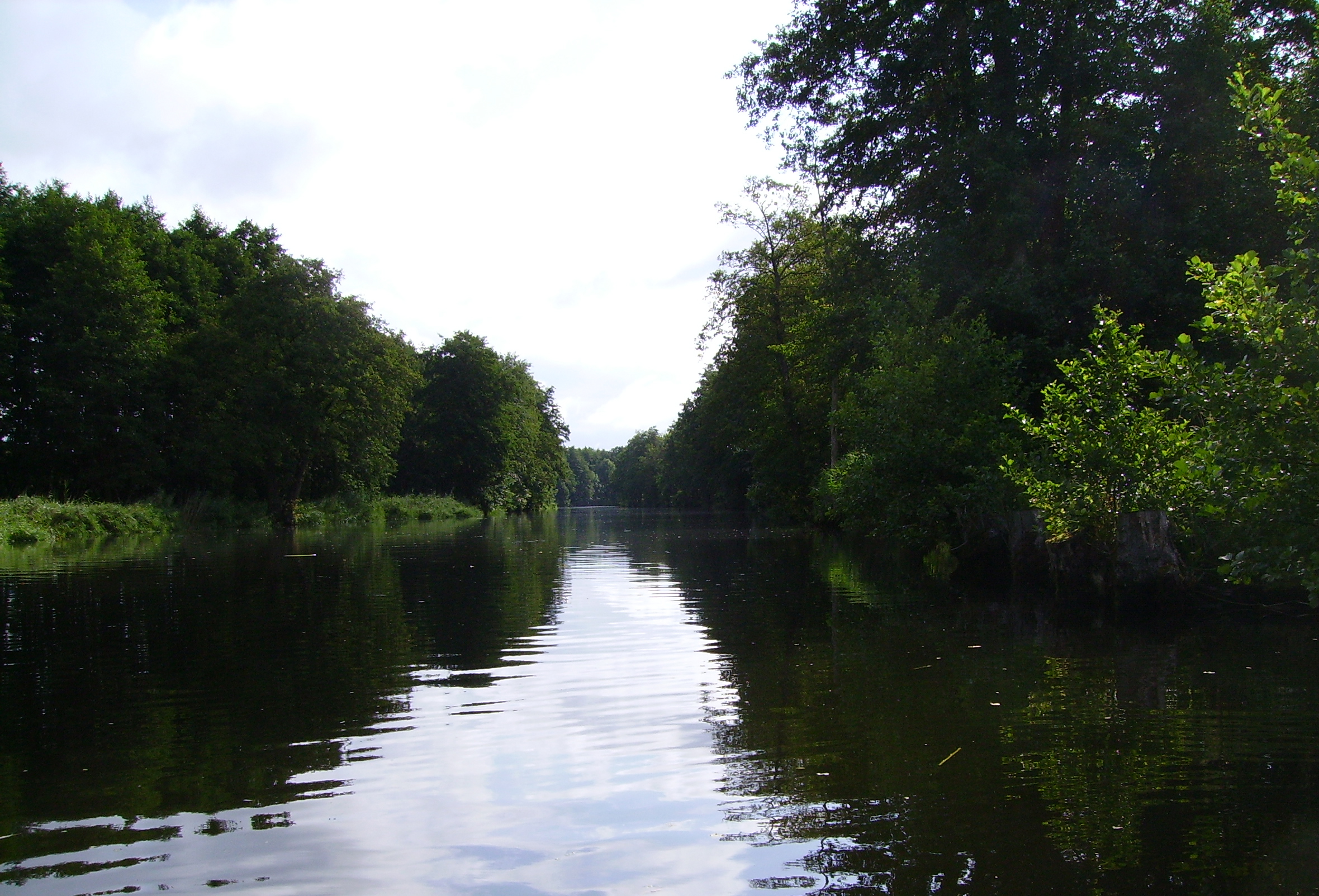
Пене поблизу Ярмена
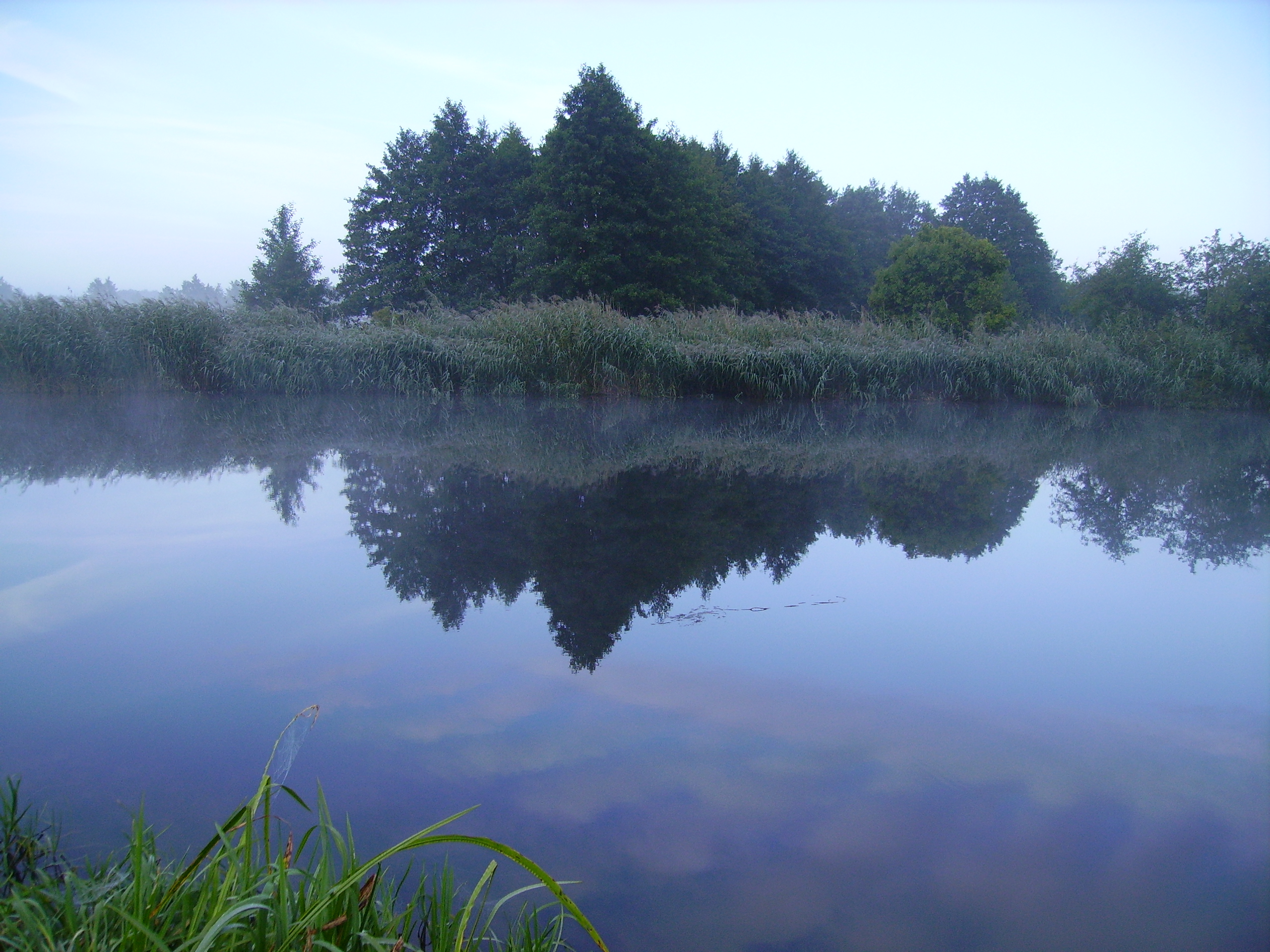
Пене поблизу Леца